# Æbelø
Æbelø (Apfelinsel) ist eine unbewohnte kleine Insel vor der Nordküste der dänischen Insel Fünen (dänisch Fyn) am Eingang des Kleinen Belts. Sie hat eine Fläche von 2,32 km². Die nur selten überflutete Nehrung Brådet verbindet Æbelø mit Æbeløholm. Man erreicht Æbeløholm über einen Wattweg, was die Zwillingsinsel zu einem beliebten Ausflugsziel macht.
Südlich von Æbelø befinden sich die Inselchen Dræet und Ejlinge; Lindø wurde 1871 eingedeicht und ist seitdem mit Fünen verbunden. Alle gehören zur Nordfyns Kommune in der Region Syddanmark.
Die Insel gehört zur Kirchspielsgemeinde  (dän.: Sogn) Klinte Sogn, die bis 1970 zur Harde Skam Herred im damaligen Odense Amt gehörte, danach zur Bogense Kommune im damaligen Fyns Amt, die mit der Kommunalreform zum 1. Januar 2007 in der Nordfyns Kommune in der Region Syddanmark aufgegangen ist. Seit 2009 ist die Insel unbewohnt.

## Geologie
Æbelø wurde vor etwa 8000 bis 9000 Jahren zur Insel, als das Gebiet vom postglazialen Littorinameer überflutet wurde. Der Untergrund der Insel besteht aus verschiedenen tertiären, meist tonigen Lagen und aus eiszeitlichen Ablagerungen von mindestens fünf Gletschern, die im Saale-Glazial und im Weichsel-Glazial hierher vorstießen.
An den Steilküsten der Insel wird seit ihrer Entstehung durch Wellenerosion Material abgetragen. Während die größeren Geschiebeblöcke, die vielfach deutlich erkennbare Gletscherschrammen aufweisen, am Fuß der Steilküsten liegen bleiben, wird das feinkörnigere Material um die Insel herum verfrachtet und dort, auf der windabgewandten Seite der Insel, abgelagert. Hieraus entstand eine geradlinig verlaufende Nehrung (Brådet) zum benachbarten Æbeløholm, an dessen Südost- und Südwestküste sich ihrerseits eine Reihe von Nehrungshaken gebildet haben.
Wegen ihrer interessanten geologischen Entwicklung wird die Insel als Gebiet von nationalem geologischen Interesse (nationalt geologisk interesseområde) geführt.

## Bewohner und Nutzung
1787 hatte die Insel 17 Einwohner. 1940 waren es etwa 50. Die Insel wurde ursprünglich hauptsächlich als Weideland genutzt. Es gab mehrere Höfe und eine eigene Schule. An der Nordwestspitze Nordre Bråd wurde der Leuchtturm Æbelø Fyr errichtet. Auf Æbelø wurde Anfang des 20. Jahrhunderts Kies abgebaut, den man auch 1935 für den Bau der Eisenbahnbrücke über den Kleinen Belt (Lillebæltsbro) verwendete. Reste der Kiesgruben sind noch erkennbar, ebenso Schienen, auf denen der Kies zu einer Verladestation an der Westseite der Insel gebracht wurde. Auch hiervon sind Relikte erhalten.
Seit den 1960er Jahren nahm die Bevölkerung kontinuierlich ab; heute gibt es keine Dauerbesiedlung mehr. Bis 1995 wurde Æbelø als Jagdrevier genutzt. Dazu wurden Enten, Fasane, Ziegen, Rot- und Damwild ausgesetzt. Darunter litt die Pflanzenwelt; so verschwand der Ilexbestand.

## Naturschutz
1995 kaufte die private Umweltstiftung Aage V. Jensen Naturfond Æbelø und die Nachbarinseln von Gutsbesitzer Erik Grevenkop-Castenskiold. 1999 wurde das Gebiet unter Naturschutz gestellt, Vegetation und Küstenlinie sollen dem freien Spiel der Naturkräfte überlassen werden. Entwässerungsgräben wurden aufgegeben, um die Entstehung von Feuchtflächen zu fördern. Die alten Wirtschaftsgebäude wurden abgetragen, mit Ausnahme des Leuchtturmwärterhauses und eines Gehöfts im nördlichen Teil der Insel.